# Franco Lobos
César Franco Lobos Asman (Santiago del Cile, 22 febbraio 1999) è un calciatore cileno, attaccante dell'Unión La Calera.

## Carriera
Ha giocato nella prima divisione cilena.